# Spree-Bogen

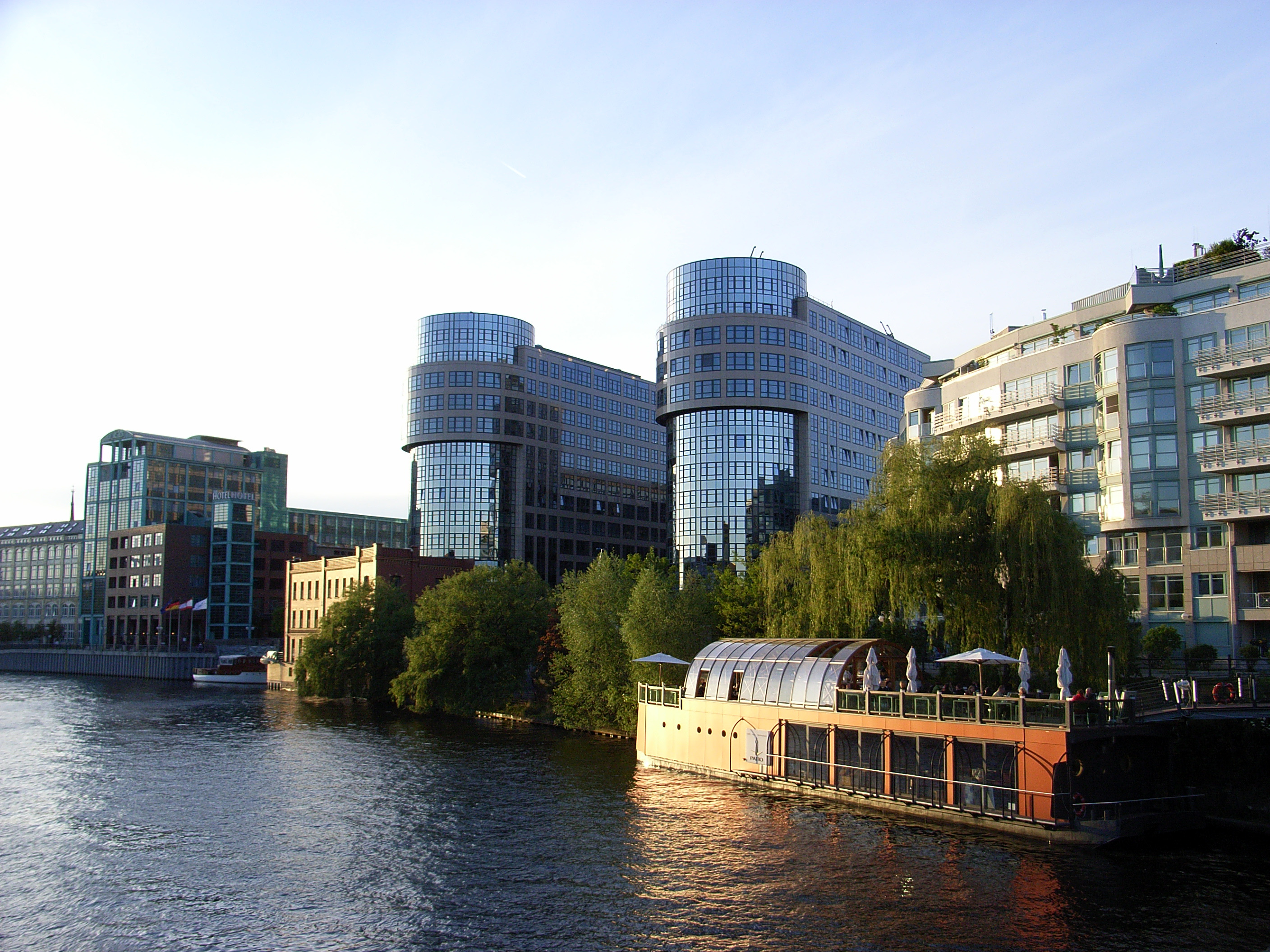
Blick auf den Spree-Bogen

Das Spree-Bogen- oder Bolle-Areal, teilweise auch nur Spree-Bogen (Ausspracheⓘ), bezeichnet ein Gebiet im Berliner Ortsteil Moabit. Das Gelände der ehemaligen Meierei C. Bolle wurde Anfang der 1990er Jahre als hochverdichtetes Dienstleistungsquartier neu bebaut. Markantestes Gebäude ist das ebenfalls als Spree-Bogen bezeichnete U-förmige Bürogebäude, das zwischen 1999 und 2015 vom Bundesinnenministerium genutzt wurde. Neben diesem befinden sich auf dem Areal ein ehemaliger Gebäudeteil der alten Meierei mit Erweiterung zur Spree, der als Hotel, Restaurant und Festsäle genutzt wird, sowie das Verwaltungsgericht Berlin und das Amtsgericht Tiergarten und Wohnungen.

## Lage und Umfang
Das Gebiet des Spree-Bogens befindet sich westlich der Kirchstraße und verläuft bis zur Hälfte der Straße Alt-Moabit im Norden. Südlich grenzt der Spree-Bogen an die Spree. Westlich des Areals befindet sich mit dem Focus Teleport ein ab Ende der 1980er Jahre gebautes Gewerbegebiet für Technologiefirmen auf dem ehemaligen Standort der Getreidemühlen der Firma Kampffmeyer. Gegenüber befindet sich das Holsteiner Ufer, östlich die Moabiter Brücke und in unmittelbarer Nähe zum Carl-von-Ossietzky-Park. Das Gebiet ist vor allem aufgrund seiner Nähe zum S-Bahnhof Bellevue und dem Hauptbahnhof attraktiv. 
Zum Areal gehörten beim Bau
- der Spree-Bogen, ehemaliges Bundesinnenministerium (Architekten Kühn Bergander Bley, Berlin, 1992–1994),[1]
- die Reste der Bolle-Meierei („Alte Meierei“) mit Hotelanbau (Architekt Wolf-Rüdiger Borchardt, Berlin, 1993–1995),[1]
- das Bürogebäude des Verwaltungsgericht Berlin und des Amtsgericht Tiergarten[2] mit daran anschließender Wohnbebauung,
- und das Bürogebäude Alt-Moabit 95.[3]

Neben verschiedenen Brunnenanlagen und Kunst am Bau befindet sich auch die Straße der Erinnerung auf dem Gelände. An der Spree liegt zudem ein Restaurantschiff.

## Geschichte

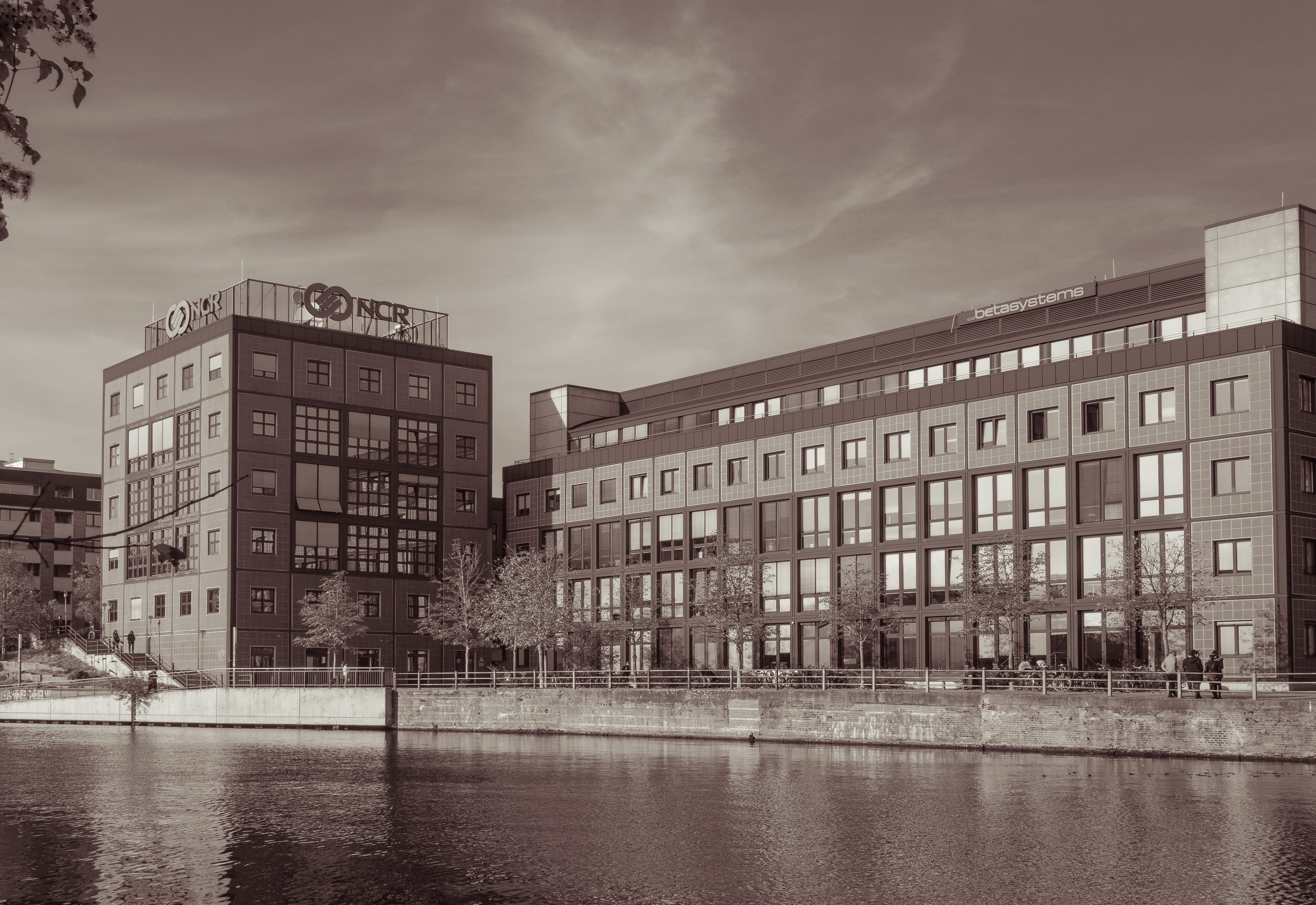
Blick vom Holsteiner Ufer Richtung Focus-Teleport-Gelände, 2018

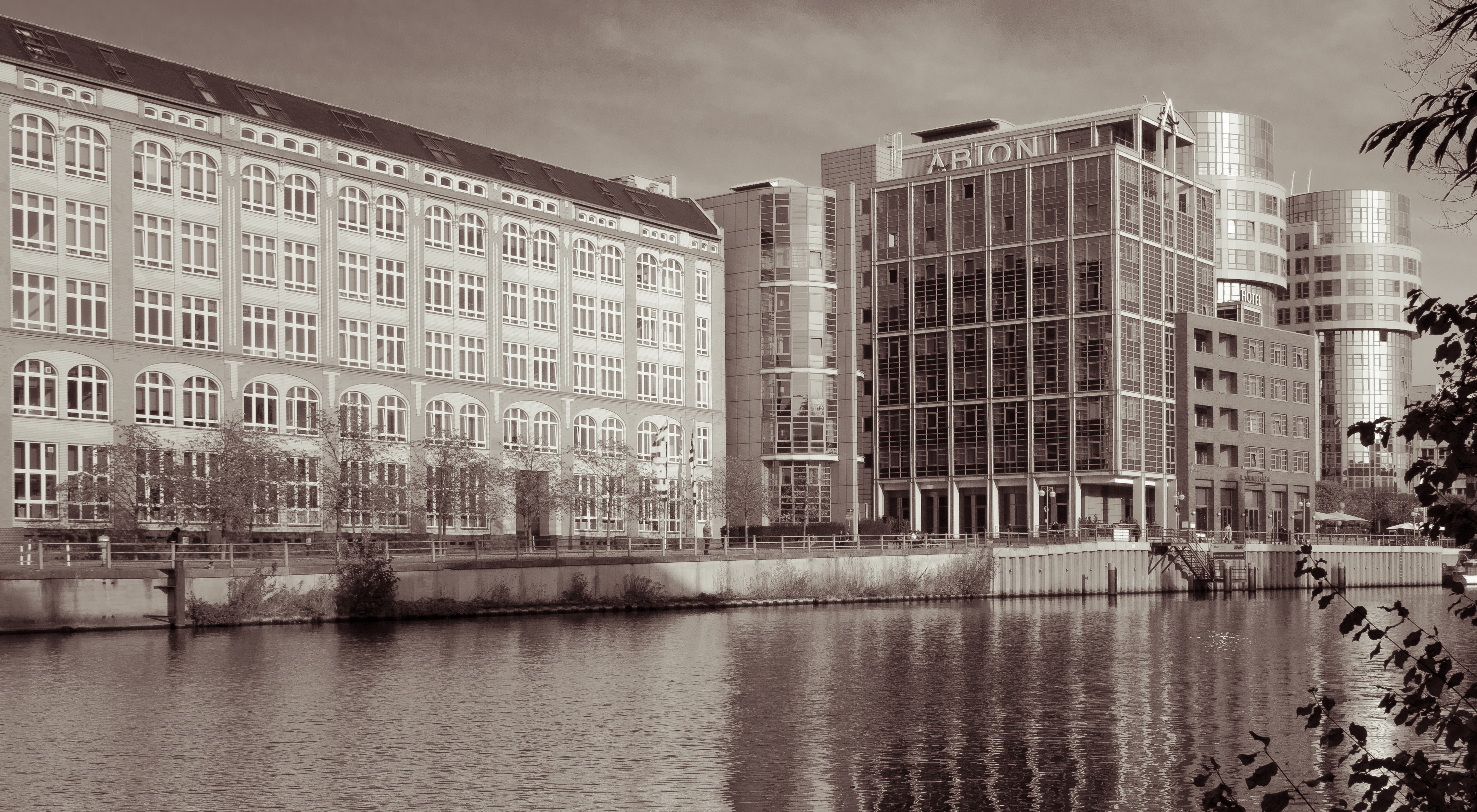
Blick vom Holsteiner Ufer Richtung Focus Teleport/Bolle-Meierei-Gelände, 2018

Auf dem Gebiet befand sich die Hauptzentrale der 1879 gegründeten Meierei C. Bolle. In dem dortigen Backsteinbau zwischen Spree und der Straße Alt-Moabit befanden sich sämtliche Produktions- und Logistikabteilungen. Im Kopfbau der Alten Meierei war eines der ersten Berliner Kinos untergebracht, das später als Theater der Berliner Kammerspiele unzählige Grundschulkinder in die Theaterwelt einführte.
Kurz nach dem Mauerfall wurde das Gebiet 1989 vom Unternehmer Ernst Freiberger gekauft. Ab 1994 entwickelte sich das Gelände – nach Flächentausch mit dem benachbarten Focus-Teleport-Gelände – zu einem Büro- und Gewerbepark, der zwischen 1999 und 2015 das Bundesinnenministerium beherbergte, das als einziges Bundesministerium in gemieteten Räumen arbeitete. Das Gebäude wurde von dem Architekten Bernd Kühn aus Berlin entworfen.